# Ordre de bataille unioniste de la campagne d'Appomattox
Les unités et commandants de l'armée de l'Union suivants ont combattu lors de la campagne d'Appomattox de la guerre de Sécession. L'ordre de bataille est compilé à partir de l'organisation de l'armée lors de la campagne,. L'ordre de bataille confédéré est indiqué séparément.

## Abréviations utilisées

### Grade militaire
- Lieutenant général
- Major général
- Brigadier général
- Colonel
- Lieutenant colonel
- Commandant
- Capitaine
- Premier lieutenant

### Autre
- (b) = blessé
- mb = mortellement blessé
- † = tué
- (PDG) = capturé

## Forces de l'Union
Lieutenant général Ulysses S. Grant, Commandant
État major :
- Adjoint de l'adjudant-général :  Brigadier général Seth Williams

Escorte :
- 5th U.S. Cavalry, compagnies B, F et K :  Capitaine Julius W. Mason

Garde du quartier général :
- 4th U.S. Infantry :  Capitaine Joseph B. Collins

### Armée du Potomac
Major général George G. Meade
| Division                                   | Brigade                                                         | Régiments et autres |
| ------------------------------------------ | --------------------------------------------------------------- | --- |
| Unité des quartiers généraux               | Garde de la prévôté Bvt Brigadier général George N. Macy        | - 1st Indiana Cavalry, compagnie K - 1st Massachusetts Cavalry, compagnie C : Capitaine Edward A. Flint - 1st Massachusetts Cavalry, compagnie D : Capitaine James J. Higginson - 3rd Pennsylvania Cavalry : Lieutenant colonel James W. Walsh - 11th U.S. Infantry, premier bataillon : Capitaine Alfred E. Latimer - 14th U.S. Infantry, deuxième bataillon : Capitaine William H. Brown |
| Unité des quartiers généraux               | Brigade indépendante Bvt Brigadier général Charles H. T. Collis | - 1st Massachusetts Cavalry (8 compagnies) : Commandant John Tewksbury - 61st Massachusetts : Colonel Charles F. Walcott - 80th New York Infantry : Colonel Jacob B. Hardenbergh - 68th Pennsylvania : Colonel Andrew H. Tippin - 114th Pennsylvania : Capitaine Henry M. Eddy (mb), Capitaine John R. Waterhouse |
| Unité des quartiers généraux               | Garde des quartiers généraux                                    | - 3rd U.S. Infantry : Capitaine Richard G. Lay |
| Unité des quartiers généraux               | Garde du quartier maître                                        | - Independent Company, Oneida (New York) Cavalry : Capitaine James E. Jenkins |
| Ingénieurs                                 | Brigade d'ingénieur Brigadier général Henry W. Benham           | - 15th New York Engineers (9 compagnies) : Colonel Wesley Brainerd - 50th New York Engineers : Colonel William H. Pettes |
| Ingénieurs                                 | Autres ingénieurs                                               | - Battalion, U.S. engineers : Commandant Franklin Harwood |
| Artillerie Brigadier général Henry J. Hunt | Trains de siège Bvt Brigadier général Henry L. Abbot            | - 1st Connecticut Heavy Artillery : Commandant George Ager, Commandant George B. Cook - Connecticut Light Artillery, 3rd Battery : Capitaine Thomas S. Gilbert |
| Artillerie Brigadier général Henry J. Hunt | Artillerie de réserve Brigadier général William Hays            | - Maine Light Artillery, 2nd Battery (B) : Capitaine Charles E. Stubbs - Maine Light Artillery, 3rd Battery (C) : Capitaine Ezekiel R. Mayo - Maine Light Artillery, 4th Battery (D) : Capitaine Charles W. White - Maine Light Artillery, 6th Battery (F) : Capitaine William H. Rogers - New York Light Artillery, 12th Battery : Capitaine Charles A. Clark - 1st Ohio Light Artillery, Battery H : Capitaine Stephen W. Dorsey - 1st Pennsylvania Light Artillery, Battery F: Premier lieutenant John F. Campbell - 1st Rhode Island Light Artillery, Battery E : Premier lieutenant Ezra K. Parker - Vermont Light Artillery, 3rd Battery : Capitaine Romeo H. Start |

#### IIe corps
Major général Andrew A. Humphreys
| Division | Brigade | Régiments et autres |
| --- | --- | --- |
| Première division Bvt Major général Nelson A. Miles                                                                    | Première brigade Colonel George W. Scott Colonel George N. Macy                                                   | - 26th Michigan : Capitaine Lucius H. Ives - 5th New Hampshire (bataillon) : Lieutenant colonel Welcome A. Crafts - 2nd New York Heavy Artillery : Commandant Oscar F. Hulser - 61st New York : Commandant George W. Schaffer - 81st Pennsylvania : Lieutenant colonel William Wilson - 140th Pennsylvania : Capitaine William A. F. Stockton |
| Première division Bvt Major général Nelson A. Miles                                                                    | Deuxième brigade Colonel Robert Nugent                                                                            | - 28th Massachusetts (5 compagnies) : Capitaine Patrick H. Bird - 63rd New York (6 compagnies): Capitaine William H. Terwilliger - 69th New York : Lieutenant colonel James J. Smith - 88th New York (5 compagnies) : Lieutenant colonel Denis F. Burke - 4th New York Heavy Artillery : Commandant Seward F. Gould |
| Première division Bvt Major général Nelson A. Miles                                                                    | Troisième brigade Bvt Brigadier général Henry J. Madill (b) - 2 avril Bvt Brigadier général Clinton D. MacDougall | - 7th New York : Lieutenant colonel Anthony Pokorny - 39th New York : Colonel Augustus Funk (b) - 31 mars, Commandant John M. Hyde - 52nd New York : Lieutenant colonel Henry M. Karples, Commandant Henry P. Ritzius, Lieutenant colonel Henry M. Karples - 111th New York : Brigadier général Clinton D. MacDougall - 125th New York : Lieutenant colonel Joseph Hyde - 126th New York (bataillon): Capitaine John B. Geddis (b) - 2 avril, Capitaine I. Hart Wilder |
| Première division Bvt Major général Nelson A. Miles                                                                    | Quatrième brigade Bvt Brigadier général John Ramsey                                                               | - 64th New York : Lieutenant colonel William Glenny - 66th New York : Capitaine Nathaniel P. Lane - 53rd Pennsylvania : Colonel William M. Mintzer - 116th Pennsylvania : Commandant David W. Megraw (b) - 31 mars, Capitaine John R. Weltner - 145th Pennsylvania : Capitaine James H. Hamlin - 148th Pennsylvania : Capitaine Alfred A. Rhinehart (b) - 31 mars - 183rd Pennsylvania : Colonel George T. Egbert |
| Deuxième division Brigadier général William Hays Brigadier général Thomas A. Smyth Bvt Major général Francis C. Barlow | Première brigade Colonel William A. Olmsted                                                                       | - 19th Maine : Colonel Isaac W. Starbird (b) - 7 avril - 19th Massachusetts : Capitaine Charles S. Palmer - 20th Massachusetts : Lieutenant colonel Arthur R. Curtis - 7th Michigan : Lieutenant colonel George W. La Point - 1st Minnesota Battalion (2 compagnies) : Capitaine Frank Houston - 59th New York (bataillon) : Capitaine William Ludgate - 82nd New York (bataillon & quatre compagnies de 2nd New York) - 152nd New York : Commandant James E. Curtiss - 184th Pennsylvania : Colonel John Hubler Stover - 36th Wisconsin : Lieutenant colonel Clement E. Warner                              |
| Deuxième division Brigadier général William Hays Brigadier général Thomas A. Smyth Bvt Major général Francis C. Barlow | Deuxième brigade Colonel James Patrick McIvor                                                                     | - 8th New York Heavy Artillery : Colonel Joel B. Baker - 155th New York : Capitaine Michael Doheny - 164th New York : Capitaine Timothy J. Burke - 170th New York : Capitaine John Mitchell - 182nd New York : Capitaine Robert Heggart |
| Deuxième division Brigadier général William Hays Brigadier général Thomas A. Smyth Bvt Major général Francis C. Barlow | Troisième brigade Brigadier général Thomas A. Smyth (mb) - 7 avril Colonel Daniel Woodall                         | - 14th Connecticut : Capitaine J. Frank Morgan - 1st Delaware : Colonel Daniel Woodall - 12th New Jersey : Commandant Henry F. Chew - 10th New York (bataillon) : Lieutenant colonel George F. Hopper - 108th New York : Lieutenant colonel Francis E. Pierce - 4th Ohio (4 compagnies): Lieutenant colonel Charles C. Calahan - 69th Pennsylvania : Capitaine Charles McAnally - 106th Pennsylvania : Capitaine John H. Gallager - 7th West Virginia : Lieutenant colonel Francis W. H. Baldwin |
| Deuxième division Brigadier général William Hays Brigadier général Thomas A. Smyth Bvt Major général Francis C. Barlow | Non affectée | - 2nd Company, Minnesota Sharpshooters : Lieutenant colonel Edward N. Schoff |
| Troisième division Bvt Major général Gershom Mott (b) - 6 avril Brigadier général Régis de Trobriand                   | Première brigade Brigadier général Régis de Trobriand Colonel Russell B. Sheperd                                  | - 20th Indiana : Capitaine John W. Shafer - 1st Maine Heavy Artillery : Colonel Russell B. Shepherd - 40th New York : Lieutenant colonel Madison M. Cannon - 73rd New York : Lieutenant colonel Michael W. Burns - 86th New York : Lieutenant colonel Nathan H. Vincent - 124th New York : Lieutenant colonel Charles H. Weygant - 99th Pennsylvania : Capitaine Jacob Giller - 110th Pennsylvania : Capitaine Franklin B. Stewart |
| Troisième division Bvt Major général Gershom Mott (b) - 6 avril Brigadier général Régis de Trobriand                   | Deuxième brigade Brigadier général Byron R. Pierce                                                                | - 17th Maine : Lieutenant colonel William Hobson (b) - 6 avril - 1st Massachusetts Heavy Artillery : Commandant Nathaniel Shatswell - 5th Michigan : Colonel John Pulford - 93rd New York : Lieutenant colonel Haviland Gifford - 57th Pennsylvania : Colonel George Zinn - 105th Pennsylvania : Commandant James Miller - 141st Pennsylvania : Lieutenant colonel Joseph H. Horton |
| Troisième division Bvt Major général Gershom Mott (b) - 6 avril Brigadier général Régis de Trobriand                   | Troisième brigade Bvt Brigadier général Robert McAllister                                                         | - 11th Massachusetts : Lieutenant colonel Charles C. Rivers - 7th New Jersey : Colonel Francis Price - 8th New Jersey : Commandant Henry Hartford - 11th New Jersey : Lieutenant colonel John Schoonover - 120th New York : Lieutenant colonel Abram L. Lockwood |
| | Brigade d'artillerie Lieutenant colonel John G. Hazzard                                                           | - Massachusetts Light Artillery, 10th Battery : Capitaine J. Webb Adams - 1st New Hampshire Light Artillery, Battery M : Capitaine George K. Dakin - 1st New Jersey Light Artillery, Battery B : Capitaine A. Judson Clark - New York Light Artillery, 11th Battery : Premier lieutenant James A. Manning - 4th New York Heavy Artillery, Battery C : Capitaine Richard Kennedy - 4th New York Heavy Artillery, Battery L: Premier lieutenant Frank Seymour - 1st Rhode Island Light Artillery, Battery B : Premier lieutenant William B. Westcott - 4th U.S. Artillery, Battery K : Capitaine John W. Roder |

#### Ve corps
Major général Gouverneur K. Warren
Bvt  Major général Charles Griffin]
Escorte
- 4th Pennsylvania Cavalry, compagnie C :  Capitaine Napoleon J. Horrell

Garde de la prévôté
- 104th New York :  Capitaine William W. Graham

| Division                                                                                 | Brigade | Régiments et autres |
| ---------------------------------------------------------------------------------------- | --- | --- |
| Première division Bvt Major général Charles Griffin Bvt Major général Joseph J. Bartlett | Première brigade Brigadier général Joshua L. Chamberlain                                                                                    | - 185th New York : Colonel Gustavus Sniper - 198th Pennsylvania : Brigadier général Horatio G. Sickel (b) - 29 mars, Commandant Edwin A. Glenn (mb) - 1er avril, Capitaine John Stanton |
| Première division Bvt Major général Charles Griffin Bvt Major général Joseph J. Bartlett | Deuxième brigade Bvt Brigadier général Edgar M. Gregory                                                                                     | - 187th New York : Lieutenant colonel Daniel Myers - 188th New York : Lieutenant colonel Isaac Donlittle - 189th New York : Lieutenant colonel Joseph G. Townsend |
| Première division Bvt Major général Charles Griffin Bvt Major général Joseph J. Bartlett | Troisième brigade Bvt Major général Joseph J. Bartlett Bvt Brigadier général Alfred L. Pearson                                              | - 1st Maine Sharpshooters : Capitaine George R. Abbott - 20th Maine : Lieutenant colonel Walter G. Morrill - 32nd Massachusetts : Lieutenant colonel James A. Cunningham - 1st Michigan : Lieutenant colonel George Lockley - 16th Michigan : Colonel Benjamin F. Partridge - 83rd Pennsylvania : Colonel Chauncey P. Rogers - 91st Pennsylvania : Lieutenant colonel Eli G. Sellers - 118th Pennsylvania : Lieutenant colonel Henry O'Neill - 155th Pennsylvania : Brigadier général Alfred L. Pearson, Commandant John A. Cline |
| Deuxième division Bvt Major général Romeyn B. Ayres                                      | Première brigade Bvt Brigadier général Frederick Winthrop (mb) - 1er avril Colonel James G. Grindlay Brigadier général Joseph Hayes         | - 5th New York : Capitaine Henry Schickhardt, Lieutenant colonel William F. Drum - 15th New York Heavy Artillery : Lieutenant colonel Michael Wiedrich (b) - 1er avril, Commandant Louis Eiche - 140th New York : Lieutenant colonel William S. Grantsynn - 146th New York : Colonel James G. Grindlay, Premier lieutenant Henry Loomis |
| Deuxième division Bvt Major général Romeyn B. Ayres                                      | Deuxième brigade Bvt Brigadier général Andrew W. Denison (b) - 31 mars Colonel Richard N. Bowerman (b) - 1er avril Colonel David L. Stanton | - 1st Maryland : Colonel David L. Stanton, Commandant Robert Neely - 4th Maryland : Colonel Richard N. Bowerman, Commandant Harrison Adreon - 7th Maryland : Lieutenant colonel David T. Bennett (b) - 31 mars, Commandant Edward M. Mobley - 8th Maryland : Lieutenant colonel Ernest F. M. Faehtz |
| Deuxième division Bvt Major général Romeyn B. Ayres                                      | Troisième brigade Bvt Brigadier général James Gwyn                                                                                          | - 3rd Delaware : Capitaine John H. Cade - 4th Delaware : Capitaine William H. Maclary (†) - 1er avril, Lieutenant colonel Moses B. Gist - 8th Delaware (3 compagnies) : Capitaine John N. Richards - 157th Pennsylvania (4 compagnies) : Bvt Colonel Joseph B. Pattee - 190th Pennsylvania : Bvt Colonel Joseph B. Pattee - 191st Pennsylvania : Colonel James Carle - 210th Pennsylvania : Colonel William Sergeant (mb) - 31 mars, Lieutenant colonel Edward L. Witman                                                          |
| Troisième division Bvt Major général Samuel W. Crawford                                  | Première brigade Colonel John A. Kellogg | - 91st New York : Colonel Jonathan Tarbell - 6th Wisconsin : Lieutenant colonel Thomas Kerr (b) - 31 mars, Capitaine Edward A. Whaley (b) - 1er avril, Captain Lewis A. Kent - 7th Wisconsin : Lieutenant colonel Hollon Richardson (b) - 1er avril |
| Troisième division Bvt Major général Samuel W. Crawford                                  | Deuxième brigade Brigadier général Henry Baxter                                                                                             | - 16th Maine : Colonel Charles W. Tilden - 39th Massachusetts : Lieutenant colonel Henry M. Tremlett (b) - 31 mars, Capitaine Joseph J. Cooper - 97th New York : Lieutenant colonel Rouse S. Egelston (b) - 2 avril - 11th Pennsylvania : Commandant John B. Overmyer - 107th Pennsylvania : Colonel Thomas F. McCoy |
| Troisième division Bvt Major général Samuel W. Crawford                                  | Troisième brigade Bvt Brigadier général Richard Coulter                                                                                     | - 94th New York : Commandant Henry H. Fish (b) - 31 mars ; (†) - 1er avril, Capitaine Albert T. Morgan - 95th New York : Capitaine George D. Knight - 147th New York : Commandant Dennis B. Dailey (b) - 31 mars, Capitaine James A. McKinley - 56th Pennsylvania : Commandant Henry A. Laycock - 88th Pennsylvania : Commandant Henry A. Laycock - 121st Pennsylvania : Commandant West Funk - 142nd Pennsylvania : Lieutenant colonel Horatio N. Warren (b) - 31 mars                                                           |
| Troisième division Bvt Major général Samuel W. Crawford                                  | Non affecté | - 1st New York Sharpshooters Battalion : Capitaine Clinton Perry |
|                                                                                          | Brigade d'artillerie Bvt Brigadier général Charles S. Wainwright                                                                            | - 1st New York Light Artillery, Battery B : Capitaine Robert E. Rogers - 1st New York Light Artillery, Battery D : Premier lieutenant Deloss M. Johnson - 1st New York Light Artillery, Battery H : Commandant Charles E. Mink - 15th New York Heavy Artillery, Company M : Capitaine William D. Dickey - 4th U.S. Artillery, Battery B : Premier lieutenant John Mitchell (b) - 29 mars, Premier lieutenant William P. Vose - 5th U.S. Artillery, Battery D and G : Premier lieutenant Jacob B. Rawles                           |

#### VIe corps
Major général Horatio G. Wright
Escorte
- 21st Pennsylvania Cavalry, compagnie E :  Capitaine William H. Royd, jr.

| Division                                            | Brigade | Régiments et autres |
| --------------------------------------------------- | --- | --- |
| Première division Bvt Major général Frank Wheaton   | Première brigade Bvt Brigadier général William H. Penrose | - 1st et 4th New Jersey (bataillon) : Lieutenant colonel Baldwin Hufty - 2nd New Jersey (2 compagnies) : Capitaine Adolphus Weiss - 3rd New Jersey (1 compagnie) : Capitaine James H. Comings - 10th New Jersey : Commandant James W. McNeely - 15th New Jersey : Commandant Ebenezer W. Davis - 40th New Jersey : Colonel Stephen R. Gilkyson |
| Première division Bvt Major général Frank Wheaton   | Deuxième brigade Bvt Brigadier général Joseph E. Hamblin | - 2nd Connecticut Heavy Artillery : Colonel James Hubbard - 65th New York : Lieutenant colonel Henry C. Fisk - 121st New York : Colonel Egbert Olcott - 95th Pennsylvania : Lieutenant colonel John Harper |
| Première division Bvt Major général Frank Wheaton   | Troisième brigade Colonel Oliver Edwards | - 37th Massachusetts : Capitaine Archibald Hopkins - 49th Pennsylvania : Bvt Colonel Baynton J. Hickman - 82nd Pennsylvania : Colonel Isaac C. Bassett - 119th Pennsylvania : Lieutenant colonel Gideon Clark (b) - 2 avril, Commandant William C. Gray - 2nd Rhode Island : Lieutenant colonel Elisha H. Rhodes - 5th Wisconsin : Colonel Thomas S. Allen |
| Deuxième division Bvt Major général George W. Getty | Première brigade Colonel James M. Warner | - 62nd New York : Lieutenant colonel Theodore B. Hamilton - 93rd Pennsylvania : Colonel Charles W. Eckman, Capitaine B. Frank Hean, Colonel Charles W. Eckman - 98th Pennsylvania : Lieutenant colonel Charles Reen (b) - 2 avril, Capitaine Bernhard Gessler - 102nd Pennsylvania : Lieutenant colonel James Patchell - 139th Pennsylvania : Lieutenant colonel John G. Parr, Commandant James McGregor, Lieutenant colonel John G. Parr |
| Deuxième division Bvt Major général George W. Getty | Deuxième brigade Bvt Major général Lewis A. Grant (b) - 2 avril Lieutenant colonel Amasa S. Tracy Colonel Charles Mundee Lieutenant colonel Amasa S. Tracy Bvt Major général Lewis A. Grant | - 2nd Vermont : Lieutenant colonel Amasa S. Tracy - 3rd Vermont : Colonel Horace W. Floyd - 4th Vermont : Capitaine George H. Amidon - 5th Vermont : Lieutenant colonel Ronald A. Kennedy - 6th Vermont : Commandant William J. Sperry, Lieutenant colonel Sumner H. Lincoln - 1st Vermont Heavy Artillery : Lieutenant colonel Charles Hunsdon |
| Deuxième division Bvt Major général George W. Getty | Troisième brigade Colonel Thomas W. Hyde | - 1st Maine : Lieutenant colonel Stephen C. Fletcher - 43rd New York (5 compagnies) : Lieutenant colonel Charles A. Milliken - 49th New York (5 compagnies) : Lieutenant colonel Erastus D. Holt (mb) - 2 avril, Commandant George H. Selkirk - 77th New York (5 compagnies) : Lieutenant colonel David J. Caw, Capitaine Charles E. Stevens - 122nd New York : Lieutenant colonel Horace H. Walpole - 61st Pennsylvania : Lieutenant colonel John W. Crosby (†) - 2 avril, Colonel George F. Smith                                                                                                   |
| Troisième division Brigadier général Truman Seymour | Première brigade Colonel William S. Truex | - 14th New Jersey : Lieutenant colonel Jacob J. Janeway - 106th New York : Colonel Andrew N. McDonald, Lieutenant colonel Alvah W. Briggs, Colonel Andrew N. McDonald - 151st New York (5 compagnies) : Lieutenant colonel Charles Bogardus - 87th Pennsylvania : Capitaine James Tearney - 10th Vermont : Lieutenant colonel George B. Damon |
| Troisième division Brigadier général Truman Seymour | Deuxième brigade Bvt Brigadier général J. Warren Keifer | - 6th Maryland : Commandant Clifton K. Prentiss (mb) - 2 avril - 9th New York Heavy Artillery : Lieutenant colonel James W. Snyder - 110th Ohio : Colonel Otho H. Binkley, Capitaine William D. Shellenberger (b) - 1er avril, Colonel Otho H. Binkley - 122nd Ohio : Lieutenant colonel Charles M. Cornyn - 126th Ohio : Colonel Benjamin F. Smith - 67th Pennsylvania : Commandant William G. Williams - 138th Pennsylvania : Colonel Matthew R. McClennan |
|                                                     | Brigade d'artillerie Commandant Andrew Cowan | - 1st New Jersey Light Artillery, Battery A : Capitaine Augustine N. Parsons - New York Light Artillery, 1st Battery : Capitaine Orsamus R. Van Etten - New York Light Artillery, 3rd Battery : Commandant William A. Harn - 9th New York Heavy Artillery, Company L : Capitaine S. Augustus Howe - 1st Rhode Island Light Artillery, Battery G : Commandant George W. Adams - 1st Rhode Island Light Artillery, Battery H : Capitaine Crawford Allen, jr. - 5th U.S. Artillery, Battery E: Premier lieutenant John R. Brinckle - 1st Vermont Heavy Artillery, Company D : Capitaine Charles J. Lewis |

#### IXe corps
Major général John G. Parke
Garde de la prévôté
- 79th New York :  Commandant Andrew D. Baird

| Division                                                                                              | Brigade                                                                              | Régiments et aures |
| --- | ------------------------------------------------------------------------------------ | --- |
| Première division Bvt Major général Orlando B. Willcox                                                | Première brigade Colonel Samuel Harriman                                             | - 8th Michigan : Commandant Richard N. Doyle - 27th Michigan : Colonel Charles Waite - 109th New York : Lieutenant colonel Colwert K. Pier - 51st Pennsylvania : Colonel William J. Bolton - 37th Wisconsin : Lieutenant colonel John Green - 38th Wisconsin : Colonel James Bintliff, Commandant Robert N. Roberts |
| Première division Bvt Major général Orlando B. Willcox                                                | Deuxième brigade Colonel Ralph Ely                                                   | - 1st Michigan Sharpshooters : Lieutenant colonel Asahel W. Nichols (b) - 2 avril, Commandant Edwin J. Buckbee - 2nd Michigan : Capitaine John C. Boughton - 20th Michigan : Capitaine Albert A. Day - 46th New York : Lieutenant colonel Adolph Becker - 60th Ohio : Lieutenant colonel Martin P. Avery - 50th Pennsylvania : Commandant Samuel K. Schwenk |
| Première division Bvt Major général Orlando B. Willcox                                                | Troisième brigade Colonel James Bintliff Lieutenant colonel Gilbert P. Robinson      | - 3rd Maryland (4 compagnies) : Lieutenant colonel Gilbert P. Robinson, Capitaine Joseph F. Carter - 29th Massachusetts : Capitaine John M. Deane - 57th Massachusetts : Capitaine Albert W. Cook - 59th Massachusetts : Commandant Ezra P. Gould - 18th New Hampshire : Lieutenant colonel Joseph M. Clough - 14th New York Heavy Artillery : Commandant George M. Randall - 100th Pennsylvania : Commandant Norman J. Maxwell |
| Première division Bvt Major général Orlando B. Willcox                                                | Ingénieurs par intérim                                                               | - 17th Michigan : Lieutenant colonel Frederick W. Swift |
| Deuxième division Bvt Major général Robert B. Potter (b) - 2 avril Brigadier général Simon G. Griffin | Première brigade Bvt Brigadier général John I. Curtin                                | - 35th Massachusetts : Colonel Sumner Carruth - 36th Massachusetts : Lieutenant colonel Thaddeus L. Barker - 58th Massachusetts : Lieutenant colonel John C. Whiton - 39th New Jersey : Colonel Abram C. Wildrick - 51st New York : Capitaine Thomas B. Marsh - 45th Pennsylvania : Capitaine Roland C. Cheeseman (b) - 2 avril, Colonel Theodore Gregg - 48th Pennsylvania : Colonel George W. Gowan (†) - 2 avril, Lieutenant colonel Isaac F. Brannon - 7th Rhode Island : Colonel Percy Daniels |
| Deuxième division Bvt Major général Robert B. Potter (b) - 2 avril Brigadier général Simon G. Griffin | Deuxième brigade Brigadier général Simon Goodell Griffin Colonel Walter Harriman     | - 31st Maine : Lieutenant colonel Edward L. Getchell (b) - 2 avril, Capitaine Ebenezer S. Kyes - 2nd Maryland : Lieutenant colonel Benjamin F. Taylor - 56th Massachusetts : Commandant Zabdiel B. Adams, Colonel Stephen M. Weld, Jr. - 6th New Hampshire : Lieutenant colonel Phin P. Bixby - 9th New Hampshire : Capitaine John B. Cooper - 11th New Hampshire : Colonel Walter Harriman, Capitaine Hollis O. Dudley - 179th New York : Colonel William M. Gregg (b) - 2 avril, Commandant Albert A. Terrill - 186th New York : Colonel Bradley Winslow (b) - 2 avril, Lieutenant colonel E. Jay Marsh - 17th Vermont : Commandant Lyman E. Knapp (b) - 2 avril, Colonel Francis V. Randall |
| Troisième division Brigadier général John F. Hartranft                                                | Première brigade Lieutenant colonel William H. H. McCall Colonel Alfred B. McCalmont | - 200th Pennsylvania : Commandant Jacob Rehrer, Lieutenant colonel William H. H. McCall - 208th Pennsylvania : Lieutenant colonel Mish T. Heintzelman - 209th Pennsylvania : Lieutenant colonel George W. Frederick |
| Troisième division Brigadier général John F. Hartranft                                                | Deuxième brigade Colonel Joseph A. Mathews                                           | - 205th Pennsylvania : Commandant B. Mortimer Morrow (b) - 2 avril, Capitaine Joseph G. Holmes - 207th Pennsylvania : Colonel Robert C. Cox - 211th Pennsylvania : Colonel Levi A. Dodd |
| | Brigade d'artillerie Bvt Brigadier général John C. Tidball                           | - Maine Light Artillery, 7th Battery : Capitaine Adelbert B. Twitchell - Massachusetts Light Artillery, 5th Battery : Commandant Charles A. Phillips - Massachusetts Light Artillery, 9th Battery : Capitaine Richard S. Milton - Massachusetts Light Artillery, 11th Battery : Capitaine Edward J. Jones - Massachusetts Light Artillery, 14th Battery : Capitaine Joseph W. B. Wright - New Jersey Light Artillery, 3rd Battery : Commandant Christian Woerner - 1st New York Light Artillery, Battery C : Capitaine David F. Ritchie - 1st New York Light Artillery, Battery E: Premier lieutenant George H. Barse - 1st New York Light Artillery, Battery G : Capitaine Samuel A. McClellan - 1st New York Light Artillery, Battery L : Premier lieutenant Dewitt M. Perine, Commandant George Breck - New York Light Artillery, 19th Battery : Capitaine Edward W. Rogers - New York Light Artillery, 27th Battery : Capitaine John B. Eaton - New York Light Artillery, 34th Battery : Commandant Jacob Roemer - 1st Pennsylvania Light Artillery, Battery B : Capitaine William McClelland - Pennsylvania Light Artillery, Battery D : Capitaine Samuel H. Rhoads - 5th U.S. Artillery, Battery C et Battery I : Premier lieutenant Valentine H. Stone |
| | Cavalerie                                                                            | - 2nd Pennsylvania Cavalry : Colonel William W. Sanders |

#### Cavalerie
| Division                                     | Brigade                                                                                            | Régiments et autres |
| -------------------------------------------- | -------------------------------------------------------------------------------------------------- | --- |
| Deuxième division Major général George Crook | Première brigade Bvt Major général Henry E. Davies, Jr.                                            | - 1st New Jersey Cavalry : Colonel Hugh H. Janeway (†) - 5 avril, Commandant Walter R. Robbins - 10th New York Cavalry : Colonel Mathew Henry Avery - 24th New York Cavalry : Colonel Walter C. Newberry (b) - 31 mars, Lieutenant colonel Melzer Richards (mb) - 5 avril, Commandant William A. Snyder - 1st Pennsylvania Cavalry (5 compagnies): Commandant Hampton S. Thomas (b) - 5 avril - 2nd U.S. Artillery, Battery A : Premier lieutenant James H. Lord |
| Deuxième division Major général George Crook | Deuxième brigade Bvt Brigadier général John Irvin Gregg (PDG) - 7 avril Colonel Samuel B. M. Young | - 4th Pennsylvania Cavalry : Lieutenant colonel Alender P. Duncan - 8th Pennsylvania Cavalry (8 compagnies) : Lieutenant colonel William A. Corrie - 16th Pennsylvania Cavalry : Lieutenant colonel John K. Robison (b) - 7 avril, Commandant William H. Fry - 21st Pennsylvania Cavalry : Colonel Oliver B. Knowles - 1st U.S. Artillery, Battery H and I : Premier lieutenant Chandler P. Eakin                                                                |
| Deuxième division Major général George Crook | Troisième brigade Bvt Brigadier général Charles H. Smith                                           | - 1st Maine Cavalry : Lieutenant colonel Jonathan P. Cilley - 2nd New York Mounted Rifles : Commandant Paul Chadbourne (b) - 31 mars, Colonel John Fisk - 6th Ohio Cavalry : Capitaine Matthew H. Cryer - 13th Ohio Cavalry : Lieutenant colonel Stephen R. Clark |

### Armée de la James
Major général Edward O. C. Ord
Chef d'état-major : Bvt  Brigadier général  Theodore Read (mb) - 6 avril
| Division                      | Brigade                      | Régiments et autres |
| ----------------------------- | ---------------------------- | --- |
| Unités des quartiers généraux | Garde des quartiers généraux | - 3rd Pennsylvania Heavy Artillery, Company D : Capitaine Edwin A. Evans - 3rd Pennsylvania Heavy Artillery, Company I : Capitaine Osbourn Wattson                                                                                             |
| Unités des quartiers généraux | Ingénieurs                   | - 1st New York : Colonel James F. Hall |
| Unités des quartiers généraux | Pontonniers                  | - 3rd Massachusetts Heavy Artillery, compagnie I : Capitaine John Pickering, jr. |
| Unités des quartiers généraux | Cavalerie non affectée       | - 4th Massachusetts Cavalry (compagnies I, L, et M) : Colonel Francis Washburn (mb) - 6 avril - 5th Massachusetts Cavalry (colored) : Colonel Charles F. Adams, jr. - 7th New York Cavalry (1st Mounted Rifles) : Colonel Edwin V. Sumner, Jr. |

#### Défenses deBermuda Hundred
Major général George L. Hartsuff
| Division                                               | Brigade                                                      | Régiments et autres |
| ------------------------------------------------------ | ------------------------------------------------------------ | --- |
| Division d'infanterie Bvt Major général Edward Ferrero | Première brigade Bvt Brigadier général Gilbert H. McKibbin   | - 41st New York : Lieutenant colonel Detleo von Einsiedel - 103rd New York : Capitaine William Redlick - 2nd Pennsylvania Heavy Artillery : Commandant Benjamin F. Winger - 104th Pennsylvania : Lieutenant colonel Theophilus Kephart                                                                                                  |
| Division d'infanterie Bvt Major général Edward Ferrero | Deuxième brigade Colonel George C. Kibbe                     | - 6th New York Heavy Artillery : Lieutenant colonel Stephen D. Baker - 10th New York Heavy Artillery : Lieutenant colonel G. de Peyster Arden |
| Division d'infanterie Bvt Major général Edward Ferrero | Artillerie                                                   | - New York Light Artillery, 33rd Battery : Capitaine Alger M. Wheeler |
| Brigade séparée Brigadier général Joseph B. Carr       | Fort Pocahontas, Virginie Lieutenant colonel Ashbel W. Angel | - 38th New Jersey (4 compagnies) : Commandant William H. Tantum - 20th New York Cavalry, compagnie D : Capitaine Wayland F. Ford - 16th New York Heavy Artillery, compagnies E et H : Capitaine Henry C. Thompson - 184th New York, compagnie I : Capitaine George Wetmore                                                              |
| Brigade séparée Brigadier général Joseph B. Carr       | Harrison's Landing, Virginie Colonel Wardwell G. Robinson    | - 184th New York : Lieutenant colonel William P. McKinley - 1st U.S. Colored Cavalry, compagnie I : Premier lieutenant Horace Hudson |
| Brigade séparée Brigadier général Joseph B. Carr       | Fort Powhatan, Virginie Colonel William J. Sewell            | - 38th New Jersey (6 compagnies) : Colonel William J. Sewell - 20th New York Cavalry, compagnie F: Premier lieutenant John E. Pollard - 3rd Pennsylvania Heavy Artillery (détachement) : Premier lieutenant Frederick Grill - 1st U.S. Colored Cavalry, compagnie E: Capitaine Charles W. Emerson                                       |
|                                                        | Artillerie Bvt Brigadier général Henry L. Abbot              | - 13th New York Heavy Artillery, compagnies A et H : Capitaine William Pendrell - New York Light Artillery, 7th Battery : Premier lieutenant Martin V. McIntyre - 3rd Pennsylvania Heavy Artillery, compagnie E : Capitaine Erskine H. Miles - 3rd Pennsylvania Heavy Artillery, compagnie M : Premier lieutenant Sylvester W. Marshall |

#### XXIVe corps
Major général John Gibbon
Garde des quartiers généraux
 Capitaine Charles E. Thomas
- 4th Massachusetts Cavalry, compagnie F :  Capitaine Joseph J. Baker
- 4th Massachusetts Cavalry, compagnie K :  Capitaine Charles E. Thomas

| Division                                               | Brigade                                              | Régiments et autres |
| ------------------------------------------------------ | ---------------------------------------------------- | --- |
| Première division Brigadier général Robert S. Foster   | Première brigade Colonel Thomas O. Osborn            | - 39th Illinois : Capitaine Homer A. Plympton - 6th Ohio : Lieutenant colonel Henry R. West (b) - 6 avril, Commandant Thomas J. Platt - 67th Ohio : Colonel Alvin C. Voris - 85th Pennsylvania Infantry, Company G : Premier lieutenant Absalom S. Dial - 199th Pennsylvania : Colonel James C. Briscoe |
| Première division Brigadier général Robert S. Foster   | Troisième brigade Colonel George B. Dandy            | - 10th Connecticut : Lieutenant colonel Ellsworth D. S. Goodyear (b) - 2 avril, Capitaine Francis G. Hickerson - 11th Maine : Lieutenant colonel Jonathan A. Hill, Commandant Charles P. Baldwin (b) - 1er avril, Lieutenant colonel Jonathan A. Hill (b) - 9 avril, Capitaine Henry C. Adams - 24th Massachusetts : Capitaine Thomas F. Edmands - 100th New York : Commandant James H. Dandy (†) - 2 avril, Capitaine Edwin Nichols - 206th Pennsylvania : Colonel Hugh J. Brady |
| Première division Brigadier général Robert S. Foster   | Quatrième brigade Colonel Harrison S. Fairchild      | - 8th Maine : Lieutenant colonel Edward A. True, Capitaine Edward H. Reynolds - 89th New York : Commandant Frank W. Tremain (†) - 2 avril, Capitaine William Dobie - 148th New York : Colonel John B. Murray - 158th New York : Lieutenant colonel William H. McNary, Commandant Hyron Kalt - 55th Pennsylvania : Capitaine George H. Hill |
| Troisième division Brigadier général Charles Devens    | Première brigade Colonel Edward H. Ripley            | - 11th Connecticut : Commandant Charles Warren - 13th New Hampshire : Lieutenant colonel Normand Smith - 81st New York : Capitaine Matthew T. Betton - 98th New York : Lieutenant colonel William Kreutzer - 139th New York : Commandant Theodore Miller - 19th Wisconsin : Commandant Samuel K. Vaughan |
| Troisième division Brigadier général Charles Devens    | Deuxième brigade Colonel Michael T. Donohoe          | - 8th Connecticut : Commandant William M. Pratt - 5th Maryland : Lieutenant colonel William W. Bamberger - 10th New Hampshire : Capitaine Warren M. Kelley - 12th New Hampshire : Lieutenant colonel Thomas E. Barker - 96th New York : Commandant George W. Hindes - 118th New York : Lieutenant colonel Levi S. Dominy - 9th Vermont : Lieutenant colonel Valentine G. Barney |
| Troisième division Brigadier général Charles Devens    | Troisième brigade Colonel Samuel H. Roberts          | - 21st Connecticut : Lieutenant colonel James F. Brown - 40th Massachusetts : Lieutenant colonel John Pollack - 2nd New Hampshire : Lieutenant colonel Joab N. Patterson - 58th Pennsylvania : Lieutenant colonel Cecil Clay - 188th Pennsylvania : Lieutenant colonel George K. Bowen |
| Division indépendante Bvt Major général John W. Turner | Première brigade Lieutenant colonel Andrew Potter    | - 34th Massachusetts : Capitaine Frank T. Leach - 116th Ohio : Lieutenant colonel Wilbert B. Teters - 123rd Ohio : Lieutenant colonel Horace Kellogg |
| Division indépendante Bvt Major général John W. Turner | Deuxième brigade Colonel William B. Curtis           | - 23rd Illinois : Capitaine Patrick M. Ryan - 54th Pennsylvania : Lieutenant colonel Albert P. Moulton - 12th West Virginia : Capitaine Erastus G. Bartlett |
| Division indépendante Bvt Major général John W. Turner | Troisième brigade Brigadier général Thomas M. Harris | - 10th West Virginia : Capitaine Marshal W. Coburn - 11th West Virginia : Commandant Michael A. Ayers - 15th West Virginia : Lieutenant colonel John W. Holliday |
|                                                        | Artillerie Commandant Charles C. Abell               | - 3rd New York Light Artillery, Battery E : Capitaine George E. Ashby - 3rd New York Light Artillery, Battery H : Capitaine Enoch Jones - 3rd New York Light Artillery, Battery K : Capitaine James R. Angel - 3rd New York Light Artillery, Battery M : Capitaine John H. Howell - New York Light Artillery, 17th Battery : Capitaine George T. Anthony - 1st Pennsylvania Light Artillery, Battery A : Capitaine William Stitt - 1st Rhode Island Light Artillery, Battery F : Premier lieutenant Charles E. Guild - 1st U.S. Artillery, Battery B : Capitaine Samuel S. Elder - 4th U.S. Artillery, Battery L : Premier lieutenant Henry C. Hasbrouck - 5th U.S. Artillery, Battery A : Premier lieutenant Charles P. Muhlenberg - 5th U.S. Artillery, Battery F : Premier lieutenant Henry B. Beecher |

#### XXV Corps
Major général Godfrey Weitzel
Garde de la prévôté
- 4th Massachusetts Cavalry, compagnies E & H:  Commandant Atherton H. Stevens, Jr.

| Division                                            | Brigade                                                   | Régiments et autres |
| --------------------------------------------------- | --------------------------------------------------------- | --- |
| Première division Bvt Major général August V. Kautz | Première brigade Bvt Brigadier général Alonzo G. Draper   | - 22nd U.S. Colored Troops : Lieutenant colonel Ira C. Terry - 36th U.S. Colored Troops : Lieutenant colonel Benjamin F. Pratt - 38th U.S. Colored Troops : Colonel Robert M. Hall - 118th U.S. Colored Troops : Colonel John C. Moon |
| Première division Bvt Major général August V. Kautz | Deuxième brigade Brigadier général Edward A. Wild         | - 29th Connecticut (Colored) : Colonel William B. Wooster - 9th U.S. Colored Troops : Colonel Thomas Bayley - 115th U.S. Colored Troops : Colonel Robert H. Earnest - 117th U.S. Colored Troops : Colonel Lewis G. Brown |
| Première division Bvt Major général August V. Kautz | Troisième brigade Brigadier général Henry G. Thomas       | - 19th U.S. Colored Troops : Colonel Joseph G. Perkins - 23rd U.S. Colored Troops : Lieutenant colonel Marshall L. Dempcy - 43rd U.S. Colored Troops : Colonel Stephen B. Yeoman - 114th U.S. Colored Troops : Lieutenant colonel Thomas D. Sedgwick |
| Première division Bvt Major général August V. Kautz | Brigade affectée Bvt Brigadier général Charles S. Russell | - 10th U.S. Colored Troops : Lieutenant colonel Edward H. Powell - 28th U.S. Colored Troops : Lieutenant colonel Thomas H. Logan |
| Première division Bvt Major général August V. Kautz | Cavalerie                                                 | - 2nd U.S. Colored Troops Cavalry : Colonel George W. Cole |
| Deuxième division Brigadier général William Birney  | Première brigade Colonel James Shaw, Jr.                  | - 7th U.S. Colored Troops : Lieutenant colonel Oscar E. Pratt - 109th U.S. Colored Troops : Colonel Orion A. Bartholomew - 116th U.S. Colored Troops : Lieutenant colonel George H. Laird |
| Deuxième division Brigadier général William Birney  | Deuxième brigade Colonel Ulysses Doubleday                | - 8th U.S. Colored Troops : Colonel Samuel C. Armstrong - 41st U.S. Colored Troops : Colonel Llewellyn F. Haskell - 45th U.S. Colored Troops : Commandant Theodore C. Glazier - 127th U.S. Colored Troops : Lieutenant colonel James Givin |
| Deuxième division Brigadier général William Birney  | Troisième brigade Colonel William W. Woodward             | - 29th U.S. Colored Troops : Colonel Clark E. Royce - 31st U.S. Colored Troops : Colonel Henry C. Ward |
|                                                     | Brigade d'artillerie Capitaine Loomis L. Langdon          | - Connecticut Light Artillery, 1st Battery : Capitaine James B. Clinton - New Jersey Light Artillery, 4th Battery : Capitaine Charles R. Doane - New Jersey Light Artillery, 5th Battery : Capitaine Zenas C. Warren - 1st Pennsylvania Light Artillery, Battery E : Capitaine Henry Y. Wildey - 3rd Rhode Island Light Artillery, Battery C : Capitaine Martin S. James - 1st U.S. Artillery, Battery D : Premier lieutenant Redmond Tully - 1st U.S. Artillery, Battery M : Premier lieutenant Egbert W. Olcott - 4th U.S. Artillery, Battery D : Capitaine Frederick M. Follett |

#### Cavalerie
| Division                                                    | Brigade                                                                          | Regiments and Others |
| ----------------------------------------------------------- | -------------------------------------------------------------------------------- | --- |
| Division de cavalerie Brigadier général Ranald S. Mackenzie | Première brigade Colonel Robert M. West                                          | - 20th New York Cavalry, Company G: Capitaine Thomas H. Butler - 5th Pennsylvania Cavalry : Lieutenant colonel Chistopher Kleinz                                                                   |
| Division de cavalerie Brigadier général Ranald S. Mackenzie | Deuxième brigade Colonel Samuel P. Spear (b) - 1er avril Colonel Andrew W. Evans | - 1st District of Columbia Cavalry (battalion): Commandant J. Stannard Baker - 1st Maryland Cavalry : Colonel Andrew W. Evans - 11th Pennsylvania Cavalry: Lieutenant colonel Franklin A. Stratton |
| Division de cavalerie Brigadier général Ranald S. Mackenzie | Artillerie                                                                       | - Wisconsin Light Artillery, 4th Battery: Capitaine Dorman L. Noggle |

### Armée de la Shenandoah
Major général Philip H. Sheridan
Chef d'état-major :  Colonel James W. Forsyth

#### Corps de cavalerie
Major général Wesley Merritt
| Division                                              | Brigade                                                    | Régiments et autres |
| ----------------------------------------------------- | ---------------------------------------------------------- | --- |
| Première division Brigadier général Thomas C. Devin   | Première brigade Colonel Peter Stagg                       | - 1st Michigan Cavalry : Lieutenant colonel George R. Maxwell (b) - 1er avril, Capitaine Edward L. Negus - 5th Michigan Cavalry : Lieutenant colonel Smith H. Hastings - 6th Michigan Cavalry : Lieutenant colonel Harvey H. Vinton - 7th Michigan Cavalry : Lieutenant colonel George G. Briggs                                      |
| Première division Brigadier général Thomas C. Devin   | Deuxième brigade Colonel Charles L. Fitzhugh               | - 6th New York Cavalry : Commandant Harrison White - 9th New York Cavalry : Commandant James R. Dinnin - 19th New York Cavalry (1st Dragoons) : Commandant Howard M. Smith - 17th Pennsylvania Cavalry : Lieutenant colonel Coe Durland - 20th Pennsylvania Cavalry : Lieutenant colonel Gabriel Middleton                            |
| Première division Brigadier général Thomas C. Devin   | Troisième brigade (réserve) Brigadier général Alfred Gibbs | - 2nd Massachusetts Cavalry : Colonel Caspar Crowninshield - 6th Pennsylvania Cavalry (6 compagnies) : Colonel Charles L. Leiper - 1st U.S. Cavalry : Capitaine Richard S. C. Lord - 5th U.S. Cavalry : Capitaine Thomas Drummond (†) - 1er avril, Premier lieutenant Gustavus Urban - 6th U.S. Cavalry : Commandant Robert M. Morris |
| Première division Brigadier général Thomas C. Devin   | Artillerie                                                 | - 4th U.S. Artillery, Battery C & Battery E : Capitaine Marcus P. Miller |
| Troisième division Bvt Major général George A. Custer | Première brigade Colonel Alexander C. M. Pennington Jr.    | - 1st Connecticut Cavalry : Colonel Brayton Ives - 3rd New Jersey Cavalry : Lieutenant colonel William P. Robeson, Jr. (b) - 1er avril - 2nd New York Cavalry : Colonel Alanson M. Randol - 2nd Ohio Cavalry : Capitaine Albert Barnitz                                                                                               |
| Troisième division Bvt Major général George A. Custer | Deuxième brigade Colonel William Wells                     | - 8th New York Cavalry : Commandant James Bliss - 15th New York Cavalry : Colonel John J. Coppinger - 1st Vermont Cavalry : Lieutenant colonel Josiah Hall |
| Troisième division Bvt Major général George A. Custer | Troisième brigade Colonel Henry Capehart                   | - 1st New York Cavalry (Lincoln) : Lieutenant colonel Jenyns C. Battersby - 1st West Virginia Cavalry : Commandant Shesh B. Howe (†) - 8 avril, Lieutenant colonel Charles E. Capehart - 2nd West Virginia Cavalry (7 compagnies): Lieutenant colonel James Allen - 3rd West Virginia Cavalry : Commandant John S. Witcher            |